# يواكيم ويلين
يواكيم ويلين (بالسويدية: Joachim Willén)‏ (مواليد 23 أغسطس 1972) هو سبّاح سويدي، مثّل بلاده في الألعاب الأولمبية الصيفية 2000.

## روابط خارجية
يواكيم ويلين على موقع أوليمبيديا (الإنجليزية)
- يواكيم ويلين على موقع اللجنة الأولمبية السويدية (السويدية)